# 한국민족종교협의회
한국민족종교협의회(韓國民族宗敎協議會)는 민족종교 상호간의 화합과 유대를 증진시키며, 민족종교의 근본이념을 바탕으로 올바른 가치관을 제시하고, 문족문화의 창달과 민족정신의 선양을 목적으로 1991년 12월 18일 설립된 대한민국 문화체육관광부 소관의 사단법인이다. 회원교단은 대종교ㆍ천도교ㆍ증산교본부ㆍ갱정유도 등 40여개 교단이 참여하다가 현재는 25개 교단으로 줄어들었다. 사무실은 서울특별시 중구 청구동 333-71 민족문화전승회관 4층에 있다.

## 주요 사업
- 회원교단 상호간의 유대와 이해증진 및 발전을 위한 사업
- 민족주체사상의 확립과 도덕사회 구현을 위한 사업
- 민족종교 사상의 학술연구사업
- 사회복지 및 구호사업
- 청소년 계도와 육성을 위한 사업
- 환경보호를 위한 사업 등